# Sortes
Sortes es el nombre que recibe un método de adivinación antiguo. Proviene de sortes, en latín suertes. Consiste en la apertura de un libro al azar por una página al azar. Se lee un párrafo que supuestamente contiene la respuesta a tu pregunta. Al principio se empleaban máximas de Virgilio, pasajes de la Biblia... pero ahora se emplea cualquier tipo de libro. 
Se cuenta que San Agustín estando un día paseando en un jardín oyó una voz de niño que le decía tolle, lege (toma y lee), interpretando esto como un mensaje divino leyó un pasaje de la Biblia y tras su lectura se convirtió al cristianismo. También reciben el nombre de sincronismos o acaso bibliomancia.
- Datos: Q1639753